# العشاشكة (لمعادنة)
العشاشكة هي إحدى مشيخات المملكة المغربية، تتبع جغرافيا لإقليم خريبكة وإداريًا للمعادنة. يقدر عدد سكانها بـ 2,110 نسمة حسب الإحصاء الرسمي للسكان والسكنى لسنة 2004.